# شرمندية
شرمندية هي إحدى الجزر الصغيرة التابعة لأرخبيل قرقنة المقابل للساحل الشرقي للبلاد التونسية.